# ビルハ
ビルハ（ヘブライ語: בִּלְהָה, Bilhah, Bilhāh）は、『旧約聖書』の創世記に登場する女性。ラバンが娘ラケルに与えた女奴隷である。名はアラビア語の「バリハ」との関連で「単純」「無関心」の意味であると言われる。イスラエルの12部族の開祖ダンとナフタリの母である。
ヤコブの妻になったラケルには、子供が長い間生まれなかったので、ラケルは、当時の一般的な社会の慣習に従い、自分の女奴隷をヤコブにそばめとして与えて、子を産ませた。二人の子を産んで、ラケルはダンとナフタリという名前を与え、ラケルは自分のものであると主張した。
後にヤコブの長子ルベンは、ビルハと姦淫の罪を犯した。